# Mia Thermopolis
Princesa Amelia Mignonette Grimaldi Thermopolis Renaldo, ou simplesmente Princesa Mia Thermopolis, é uma personagem da série de livros O Diário da Princesa, da escritora Meg Cabot.
Mia Thermopolis nasceu em Nova York, em 1 de maio de 1991. É filha de Helen Thermopolis e do Príncipe Phillipe Renaldo, da Genovia. Mia é filha ilegítima. Seu pai vivia na Genovia enquanto ela levava uma vida comum em Manhattan, até ele descobrir ser portador de um câncer de próstata, que o deixou estéril. Mia, então, tornou-se a única herdeira do trono.
Mia é uma garota dramática e sarcástica, que sonha em ser escritora. Ela mora num loft na Rua Thompson, com a mãe Helen, o padrasto e professor de álgebra Sr. Gianinni, e com o irmãozinho Rocky. Estuda na Albert Einstein High School, e tem aulas de princesa com a avó, a princesa viúva Clarisse Renaldo, o que Mia considera um castigo, pois não se dá bem com sua excêntrica avó.
Sua melhor amiga era Lilly Moscovitz, até o nono volume, quando elas têm uma briga séria e deixam de se falar. A seguir, sua melhor amiga é Tina Hakim Baba. No nono livro, Mia também fica amiga de Lana Weinberger e Trisha Hayes, suas antigas rivais. Mia é protegida por Lars, um guarda-costas treinado no Oriente Médio. No oitavo livro, Mia e Michael Moscovitz, seu namorado até então, se separaram após ele ter que viajar para o Japão, durante um ano, para fazer o protótipo de um braço robótico, e ela descobrir que ele já havia transado com Judith Gershner. Nos dois anos em que ele esteve no Japão, Mia namorou com JP, um garoto que estudava com ela.
Quando Michael retornou, Mia voltou a se sentir atraída por Michael, encontrando com ele em diversas ocasiões, como no lançamento do "Cardio-arm" (o nome designado ao braço cirúrgico robotizado desenvolvido por Michael), num café, no aniversário de 18 anos de Mia, e num almoço em que os dois se beijam. Porém, na noite de formatura, ela descobre que JP já havia transado com Lilly Moscovitz, sua antiga melhor amiga, e mentido sobre isso, além de ter chamado a atenção da mídia para o relacionamento dos dois, avisando alguns paparazzi onde eles se encontrariam, em uma tentativa de ser promover e promover a peça que escrevera. Ela, então, termina com JP e, alguns minutos depois, encontra com Michael Moscovitz. Os dois reatam e têm a sua primeira relação sexual, que cumpriu as exigências de Mia para a sua primeira vez (Mia dissera a Michael, no sexto livro, que sua primeira vez teria que ser na noite da formatura, em um lugar refinado - e foi no apartamento luxuoso de Michael). É também no décimo volume que Mia publica seu primeiro livro, denominado " Ransom my heart", ou, na tradução brasileira, Liberte meu coração, que foi lançado no Brasil pela Editora Record, no ano de 2011.
Mia Thermopolis foi interpretada no cinema pela atriz Anne Hathaway.